# Skitören
Skitören är en ö i Finland. Den ligger i sjön Larsmosjön och i kommunen Kronoby i den ekonomiska regionen  Jakobstadsregionen  och landskapet Österbotten, i den centrala delen av landet, 400 km norr om huvudstaden Helsingfors. Öns area är 5,2 hektar och dess största längd är 310 meter i sydväst-nordöstlig riktning. I omgivningarna runt Skitören växer i huvudsak blandskog.